# Даница Николић Николић
Даница Николић Николић  (Београд, 1978) је српски драмски и прозни писац, сценариста, песникиња и колумниста. Завршила је ФДУ у Београду. У статусу сaмосталног уметника. Члан УКС. Живи и ради у Београду. Добитница је награде за драмско стваралаштво “Борислав Михајловић Михиз” за 2014. годину.  Пише за позориште, филм, телевизију и друге медије.

## Рад у позоришту
- СИТУАЦИЈЕ ИЛИ ГРЕСИ МЛАДЕ ИКОНИЈЕ (аутор);  режија Никола Зависић, праизведба, мај 2011. године, Сомборско Народно Позориште
- САВА САВАНОВИЋ-ВАМПИРСКА СИМФОНИЈА (аутор); режија Никола Завишић, праизведба, фебруар 2012. године, НП Кикинда
- ГЛАВО ЛУДА (адптација текста);  режија Никола Булатовић, праизведба, септембар 2012. године, Позориште на Теразијама
- ЧЕТИРИ ГОДИШЊА ДОБА (аутор);  јавно читање УК Пароброд, јун 2013. године, режија Ана Мариа Росси
- ЛЕТЕЋА ТРУПА (аутор);  режија Никола Завишић, праизведба, фебруар 2015. године, НП Стерија, Вршац
- ДРИТА (аутор); режија Ксенија Крнајски, праизведба, март 2015., НП Ниш/Пулс Театар, Лазаревац
- ДОК ТЕ ЈА ХРАНИМ И ОБЛАЧИМ (коаутор); режија Оља Ђорђевић, мај 2016., Позориште младих, Нови Сад
- У ЦАРА ТРОЈАНА КОЗИЈЕ УШИ (аутор); режија Даријан Михајловић, септембар 2017., Позориште Дадов
- БАРОНИ ДИ МАКАРОНИ (аутор);  режија Оља Ђорђевић, праизведба, октобар 2017. године, Позориште лутака Пинокио
- ВЕЛИКИ ОДМОР (аутор); режија Оља Ђорђевић, праизведба, октобар 2018. године, Мало позориште Душко Радовић
- ЗАЉУБЉИВАЊЕ (коаутор); режија Оља Ђорђевић, праизведба, октобар 2019. године, Позориште младих, Нови Сад
- МАРАТОНЦИ ТРЧЕ ПОЧАСНИ КРУГ (писац сонгова); режија Оља Ђорђевић, 2024., ХНК Осијек

## Радио
- ДНЕВНИК ГНЕВНИК, режија Ива Милосевић 1999., II програм Радио Београдa
- ЧЕТИРИ ГОДИШЊА ДОБА, режија Ђурђа Тешић, април 2015., II програм Радио Београда
- ШЕЋЕР, режија Милан Јелић, јануар 2018., II програм Радио Београда

## Филм и ТВ
- сценариста, краткометражни филм ФОРМА ФОРМАЛИНА, режија: Драгана Мартиновић, 1999. година, продукција ФДУ
- сценариста, средњеметражни филм ФОРМА ФОРМАЛИНА, режија: Дарко Николић, 2000. година, продукција БК Академија
- сценариста, документарни филм ФЕЛИX РОМУЛИАНА - ПОСЛЕДЊА ТАЈНА БОГОВА продукција ТВ Зајечар, Србија (2014.)
- сценариста, анимирани филм на тему борбе и превенције хепатитиса за удружење „Хронос“ (2015.)
- сценариста ИСТИНЕ И ЛАЖИ (177 епизода), режија Михаило Вукобратовић, Милан Коњевић, Иван Стефановић, Smart Media Production (2017 - 2019.)
- сценариста, ТАЈНИ ЖИВОТ СРПКИЊА У XIX ВЕКУ (8 епизода), продукција Монада (2020)
- сценариста,  НЕМИРНИ  (12 епизода), (2023. ). продукција From No Connection,Telekom,  режија Дарко Николић (2022.)
- сценариста, ОД ЈУТРА ДО СУТРА (293 епизоде), Smart Media Production, режија Михаило Вукобратовић, Станко Милошевић, Александра Елчић Челановић (2021. -2023.)
- сценариста, СРЕЋНА ПОРОДИЦА - РАЛЕ И МАРЕ (30 епизода), Lucky Time Production, Telekom, режија Душан Поповић (2024.)
- сценариста, КРУНСКА 11(сезона IV - 12 епизода), Zillion film, Telekom, режија Коста Ђорђевић и Душан Поповић, (2024.)

## Објављена дела
- Збирка поезије ДАНИЦА, Пегаз, Бијело Поље, 2003.
- Роман КУЋА ПУНА ПУКОТИНА, Евро Гиунти, Београд, 2008. година
- ДРАМЕ (српски/енглески), приређивач Светислав Јованов, преводилац на енглески Ивана Гајић, за издавача Градска читаоница Ириг
- Драма ДРИТА, часопис за позоришну уметност “Сцена”, издавач Стеријино позорје, 2015.
- Драма СИТУАЦИЈЕ,  Антологија добитника Михизове награде, издавач Градска читаоница Ириг
- Драма ШЕЋЕР, часопис за позоришну уметност “Сцена”, издавач Стеријино позорје, 2017.
- Драма САВА САВАНОВИЋ - ВАМПИРСКА СИМФОНИЈА, Вампири у позоришту (приредила Александра Бјелић), издавач Соларис, Нови Сад, 2024.

## Награде и признања
- „Михизова награда“ (2014)[1]
- Представа САВА САВАНОВИЋ-ВАМПИРСКА СИМФОНИЈА је на Интернационалном фестивалу малих сцена у Кикинди добила две награде (најбољa представa фестивала, награду за глумачку бравуру)
- Представа САВА САВАНОВИЋ - ВАМПИРСКА СИМФОНИЈА  добила је две награде на Театарфесту „Петар Кочић“ 2013. у Бања Луци (специјална награда за режију представе, награда за најбољу представу у целини - „Корак у храброст“ коју додељује РТРС)
- Представа ДОК ТЕ ЈА ХРАНИМ И ОБЛАЧИМ добила је три наградe на Фестивалу  Дану комедије, у Јагодини  2017.  (Златни ћуран за режију, Златни ћуран за младу глумицу и Златни ћуран за младог глумца)
- Представа БАРОНИ ДИ МАКАРОНИ добила је три награде на Зимском позоришном фестивалу у Алексинцу ( награда за најбољу режију и најбољу представу у целини, награда за најболју епизодну улогу, награда за најболјег глумца фестивала)
- Серија НЕМИРНИ је добила Златну антену на Фестивалу драме и серија ( ФЕДИС)  2023. за најбљу приказану серију у сезони